# Pivovar Dolní Litvínov
Pivovar Dolní Litvínov stával v dnes již neexistující obci Dolní Litvínov, jenž na krátkou dobu byl také součástí města Litvínov.

## Historie
Pivovar nechali vystavět Šénové ze Šénu. První písemná zmínka pochází z roku 1579, kdy Salomena Šenová z Vřesovic jménem potomků Kryštofa Šena ze Šénu prodala Dolní Litvínov s pivovarem Mikuláši Hyzrlovi z Chodú. Další zmínka je z roku 1586, kdy Mikuláš Hyzrle z Chodú prodal panství Jiříkovi Kamarýtovi Kaplířovi ze Sulevic a na Milešově, jenž v roce 1589 panství prodal Janu Václavovi z Lobkovic. Ten v té době zakoupil také Horní Litvínov a obě panství spojil. V roce 1617 propustil císař Matyáš panství z manství a dědičně jej získal Václav Vilém z Lobkovic. Poslední zmínka pochází z roku 1618, kdy jej spolu s Horním Litvínovem a Jiřetínem získal do zástavy Šebestián Žďárský. Další osud pivovaru není znám.